# 訓詁学

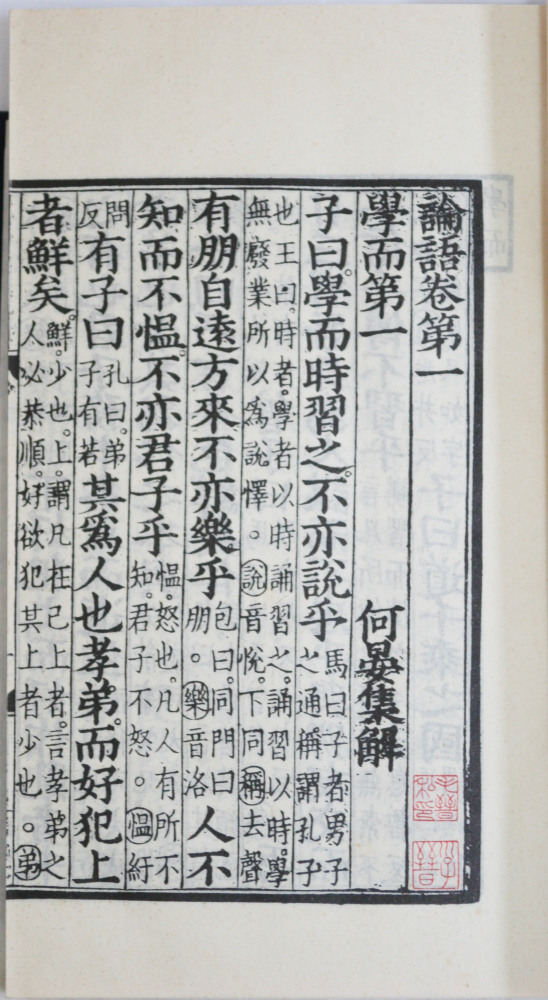
『論語』の注釈書『論語集解』。画像中央の小さい文字（割注）で書かれた「慍怒也」が訓詁の典型例。

訓詁学（くんこがく）または訓詁とは、主に儒学の下位分野で、儒教の経典（経書）に出てくる難解な語句の意味を解釈・説明する行為をさす。具体的には、経典の注釈書を著したり、経典の言語（古代漢語）の辞書を編纂したりする行為をさす。

## 概要
訓詁という行為は、古代の言語を解釈することである。もともとは「訓」や「詁」「故」とだけ使われていたが、後に「訓詁」「訓故」「詁訓」「故訓」などと使われた。日本語漢字の訓読みの「訓」もこれに由来する。
典型的には「A、B也」「A者B也」（AとはBという意味である）という形をとる。また一致する音声で解釈を施すものを「声訓」と呼び、古くから行われていた。「徳、得也」「政、正也」「仁、人也」といったものである。
後漢の古文学において特に発展し、漢から魏晋南北朝時代、唐、宋初において隆盛したので漢唐訓詁学の名がある。漢唐訓詁学は宋明理学と対比される。宋明理学においても解釈は行われたが、漢唐までと異なり、単なる解釈でなく独自の思想体系に当てはめて解釈していた。清代の考証学は、そのような宋明理学を否定して、漢唐訓詁学の復興を目指した。
訓詁学は経学・小学の下位野にあたる。